# Pădurea Domnească
Rezervația naturală Pădurea Domnească este o arie protejată din Republica Moldova, ce se află de-a lungul Prutului, în vestul raioanelor Glodeni și Fălești și a fost fondată în anul 1993.

## Localizare și limite
Rezervația este situată în zona localităților Cobani, Balatina, Bisericani, Cuhnești, Moara Domnească din raionul Glodeni și Chetriș, Călinești, Hâncești, Drujineni și Pruteni din raionul Fălești. Din punct de vedere geografic rezervația este așezată în lunca inundabilă a Prutului, între râul Prut și Camenca.
Rezervația „Pădurea Domnească” are ca vecinătăți limitele și hotarele următoare:
- la nord ocolul silvic Râșcani-liziera pădurii;
- la est ocolul silvic Glodeni-râul Camenca;
- la sud ocolul silvic Fălești-liziera pădurii;
- la vest România-râul Prut.

Suprafața rezervației este de 5735.2 ha.Întinderea silvica îmbracă valea Prutului în haina verde pe o distanță de aproximativ 40 km.  
Înălțime absolute variază între 20 și 200 m, însă pe întreg teritoriul rezervației predomină înălțime de 40-60 m. Altitudinea luncii Prutului variază între 43 și 64 m.

## Descriere
Rezervația „Pădurea Domnească” este amplasată în lunca râului Prut și este unică prin biodeversitatea ei, tipurile de soluri și vegetație, relief. Scopul ei principal este păstrarea celor mai reprezentative păduri de luncă și conservarea unor specii și comunități de plante și animale rare, restabilirea biodeversității celor mai caracteristice fitocenoze. Este cea mai bătrână pădure din ținut și una din cele mai vechi păduri de lunca din Europa.

### Vegetație
Vegetația silvica în luncă s-a format de regulă pe teritorii relativ rar supuse inundațiilor de scurtă durată. Sunt evidențiate două niveluri ocupate de pădure: nivelul luncii inundabile și nivelul primei terase de luncă. În anumite perioade nivelul apelor crește și afectează orizonturile inferioare ale solului. Regimurile hidrice ale solurilor din lunca Prutului în ultimele decenii sunt influențate de barajul Costești-Stânca. În asociațiile cu esențe de plop, situate pe niveluri mai joase, sunt răspândite soluri aluviale carbonatice. În apropierea albiei râului cresc de salcie, în care predomină solurile aluviale stratificate gleizate, influențate de apele freatice ale căror nivel este determinat de râu. Vegetația din rezervație s-a format sub influența regimului apelor Prutului, a sistemelor de gârle prin care apele Prutului și râușorului Camenca pătrundeau și alimentau cu apele pădurile,pajiștile, mai ales în timpul inundațiilor. În funcție de acești factori, s-au format trei tipuri de vegetație: forestieră, pajiști de luncă și vegetație acvatică.

#### Vegetație forestieră
Ocupă o suprafață de 4976,8 ha. Structura principalelor specii de arbori se prezintă în felul următor: stejar (Quercus) - 1793 ha (36%), plop (Populus) – 1622 ha (33%), salcie (Salix) – 400 ha (8%), arțar (Acer) – 270 ha (5%), frasin (Fraxinus) – 105 ha (2%), ulm (Ulmus) – 25 ha (0,5%), conifere – 25 ha (0,5%).
În funcție de gradul de inundație și aluviuni,s-au format patru tipuri de păduri: răchitișurile (ocupă mici suprafețe, sunt formate din specii de sălcii-arbuști - Salix cinerea, S.viminalis, S.triandra, S.purpurea); sălcișurile (ocupă 455,6 ha, în arboret predomină Salix alba cu puțin amestec de S.fragilis,Populus alba, P.canescens, Ulmus laevis); plopișurile (ocupă 1081,6 ha; reprezintă o formă de tranziție de la sălcișuri la ștejărișuri de luncă, cele mai multe arboreturi sunt de plop alb – Populus alba,se întâlnește plop negru – Populus nigra și multe suprafețe de plop canadian plantate); ștejărișurile (ocupă suprafața de1471,7 ha, în arboreturile naturale fundamentale este dominant stejarul - Quercus robur, sunt exemplare solitare de frasin – Fraxinus excelsior, tei pufos – Tilia cordata, plop alb – Populus alba, salcie albă – Salix alba, ulm – Ulmus laevis).

#### Vegetația pajiștilor
S-a format în locuri cu umeditate moderată, umeditate excesivă, locuri saline etc.În funcție de regimul de umeditate, troficitate, salinitate ș.a., s-au format comunități de plante cu o diversitate pronunțată: pajiștele de lunca mlăștinoase (comunitățile de plante sunt formate din specii de plante ultrahigrofite –Phragmites australis, Typha angustifolia, Th. latifolia, Glyceria maxima, higrofite - Eleocharis palustris, Scirpus lacustris, Euphorbia palustris, Galium palustre, Lythrum salicaria, Carex acutiformis, C. riparia, C. Vulpina); pajiștele de lunca propriu-zise ( edificatorii comunităților vegetale sunt Agrostis stolonifera, Lolium perrene, Elytrigia repens); pajiștele de luncă halofite (în comunitățile halofite domină Juncus geradi, Puccinelia distantis, P. limosa, Cynodon dactylon); pajiștele de luncă neinundabilă ( a fost evidențiate următoarele specii de plante: Poa angustifolia, Elytrigia repens, Dactilis glomerata, Fragaria vesca, F. Viridis, Echium vulgare, Potentilla argentea, P. Recta, Melilotus officinale, Clinopodium vulgare, Origanum vulgare, Salvia nemorosa, Agrimonia eupatoria, Betonica officinalis, Phleum phleoides).

#### Vegetația acvatică
Ocupă suprafețele mici și este slab exprimată. Cel mai mare bazin acvatic din rezervație este lacul „La Fontal” s.Cobani, cu suprafața de 24,4 ha. Fitocenozele acvatice din rezervație reprezintă forme destul de variate.

### Fauna

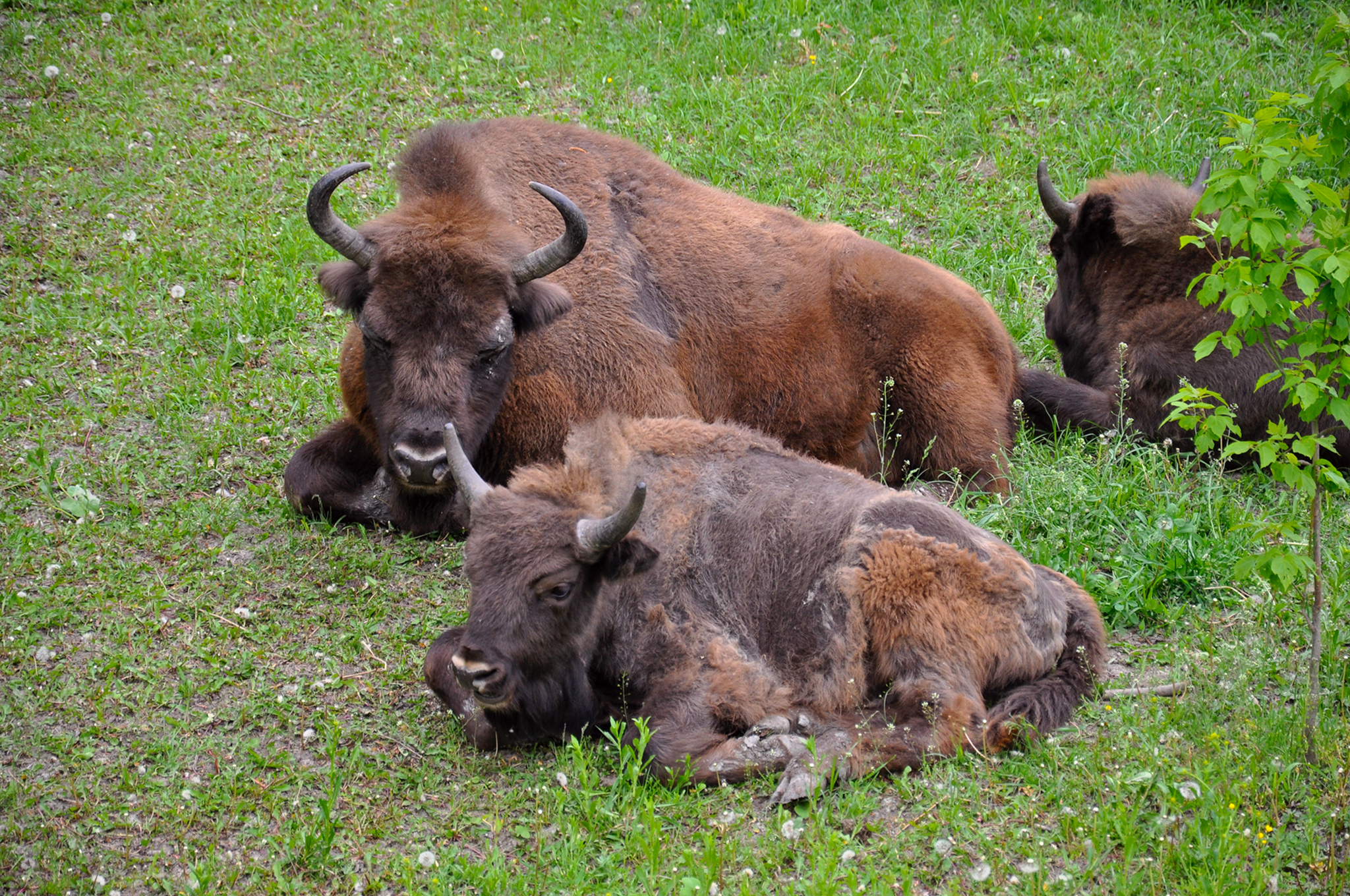
Zimbrii au fost aclimatizați în rezervație în 2006

Fauna rezervației „Pădurea Domnească” este bogată și variată. Starea și structura arboretului de luncă cu numeroase poieni acoperite diferite specii de plante ierboase creează condiții favorabile pentru dezvoltarea multor specii de plante, animale și păsări. Flora bogată și variată creează condiții pentru dezvoltarea și înmulțirea mamiferelor, în special a copitatelor.  Cei mai tipici reprezentanți ai copitatelor sunt Cerbul nobil (Cervus elaphus),cel mai mare mamifer sălbatic în fauna Moldovei; căpriorul (Capreolus capreolus), care se întâlnește în toate parcelele rezervației; mistrețul (Sus scrofa), cel mai numeros paracopitat de pe teritoriul rezervației. În limitele teritoriului dat se întâlnesc și specii rare de animale, introduse în Cartea Roșie: pisica sălbatică (Felis silvestris), jderul de pădure (Martes martes), chițcan cu abdomen alb (Crocedura leucodon), vidra de râu (Lutra lutra), nurca europeană (Mustela lutreola).

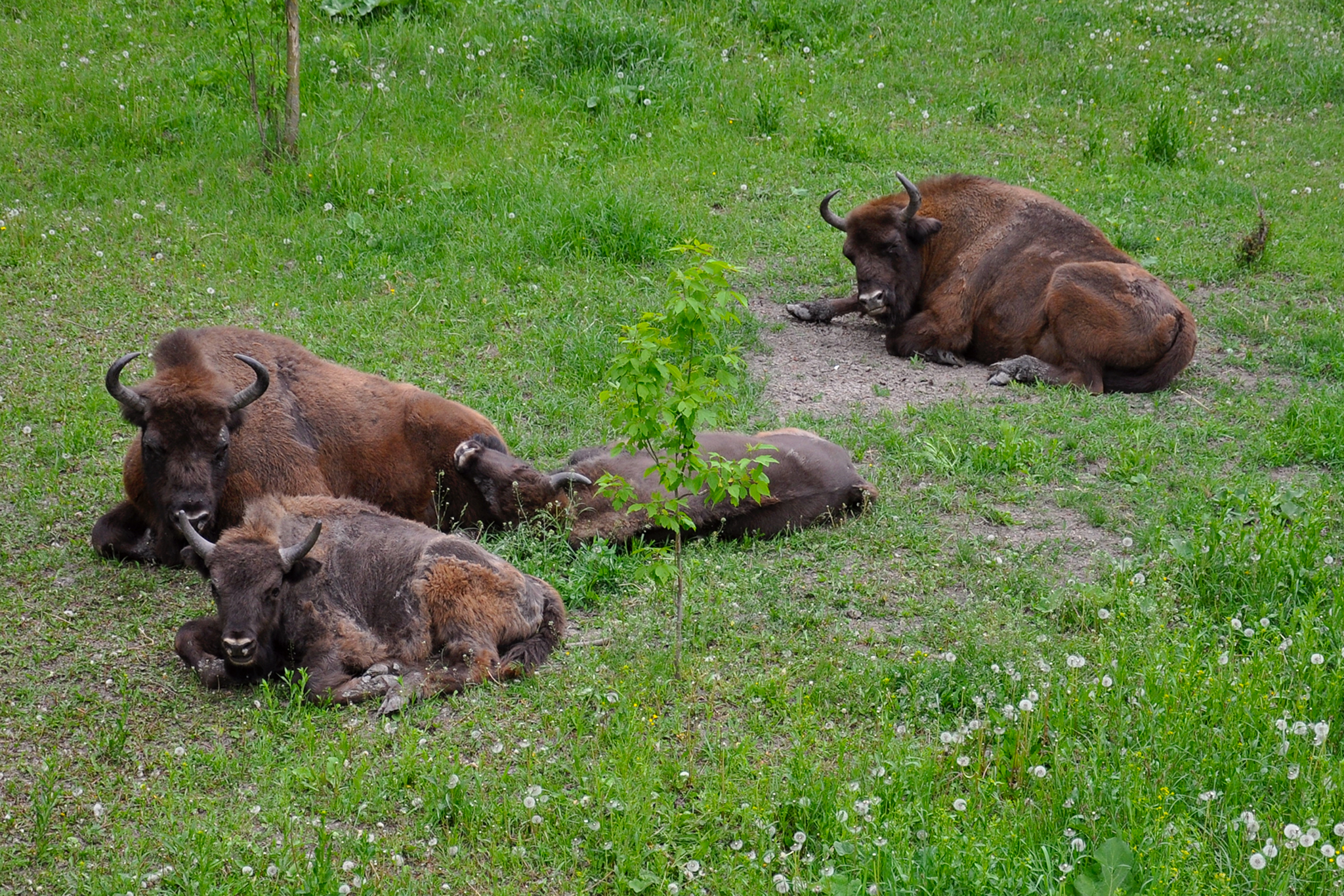
Zimbrii din rezervație
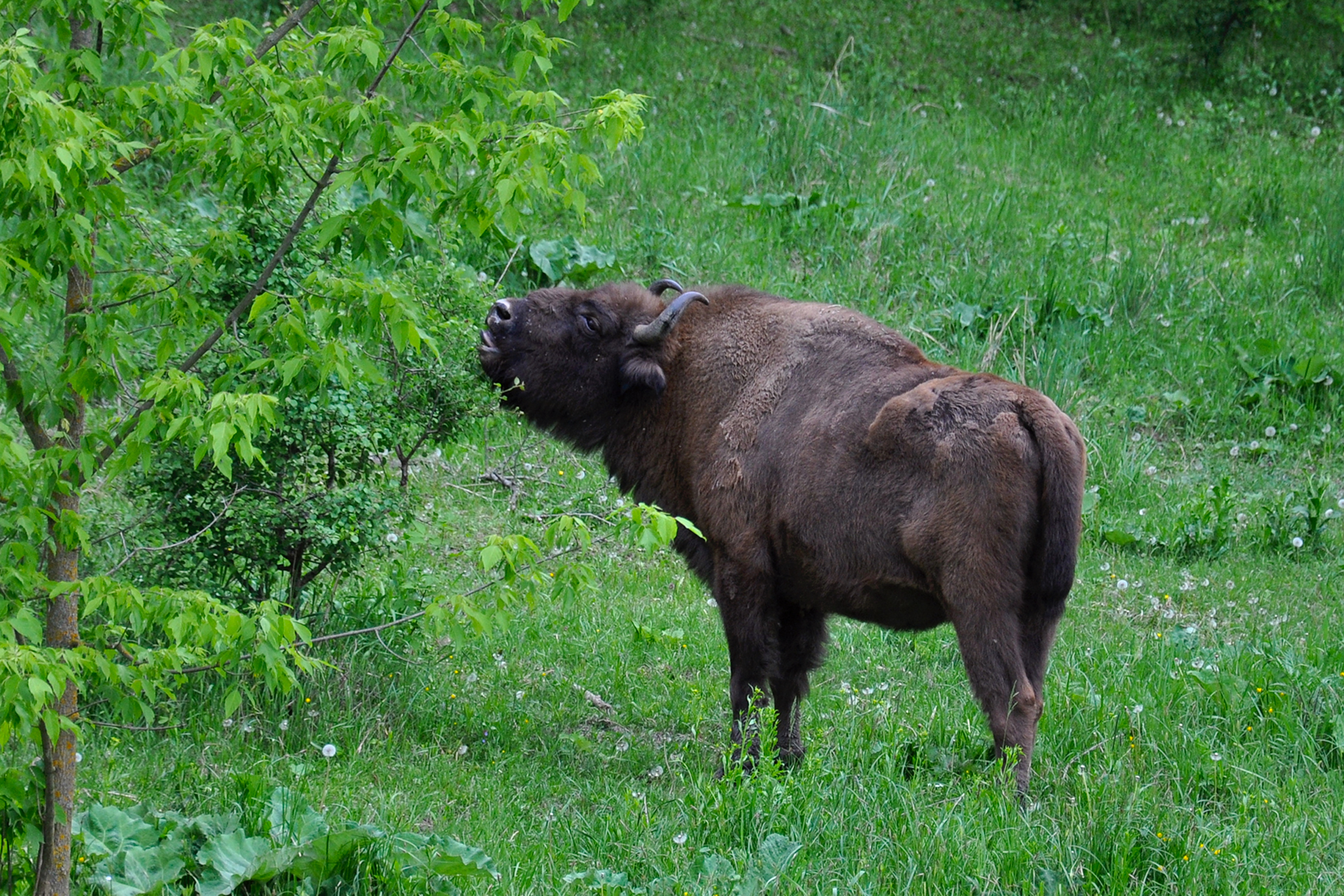
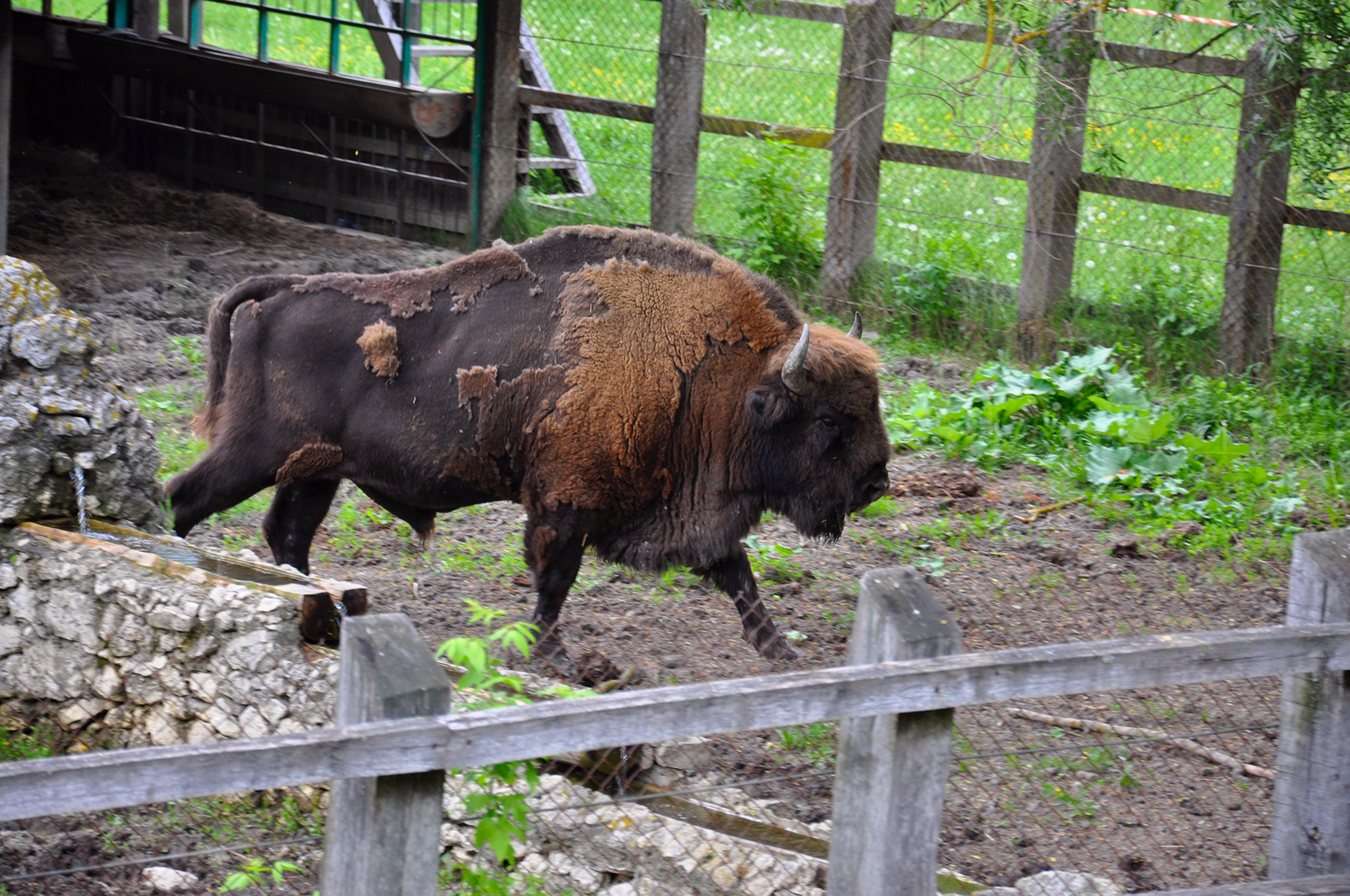

Amplasarea teritoriului rezervației în calea migrațiilor de toamnă și primăvară a păsărilor creează condiții optime pentru dezvoltarea și reproducerea lor. Pe teritoriul rezervației se întâlnesc circă 160 de specii. Majoritatea speciilor sunt dispersate mai puțin eterogen, având o densitate redusă, o parte din ele însă în unele sectoare, sunt destul de numeroase. Speciile rare de păsări, care se întâlnesc pe teritoriul rezervației sunt lebăda cucuiată (Cygnus olor), ciocănitoarea neagră (Dryocopus martius), lopătarul (Platalea leucordia), barza neagră (Ciconia nigra). Tot în rezervația se află și cea mai numeroasă colonie de egrete din Moldova, numită de către localnici „Țara Bâtlanilor”. Colonia este formată din 3 specii rare de păsări din familia Ardeidae, reprezentată de peste 1000 de exemplare de Stârc cenușiu (Ardea cinerea), Stârc de noapte (Hycticorex nycticarax) și Egreta mică (Egretta garzetta).

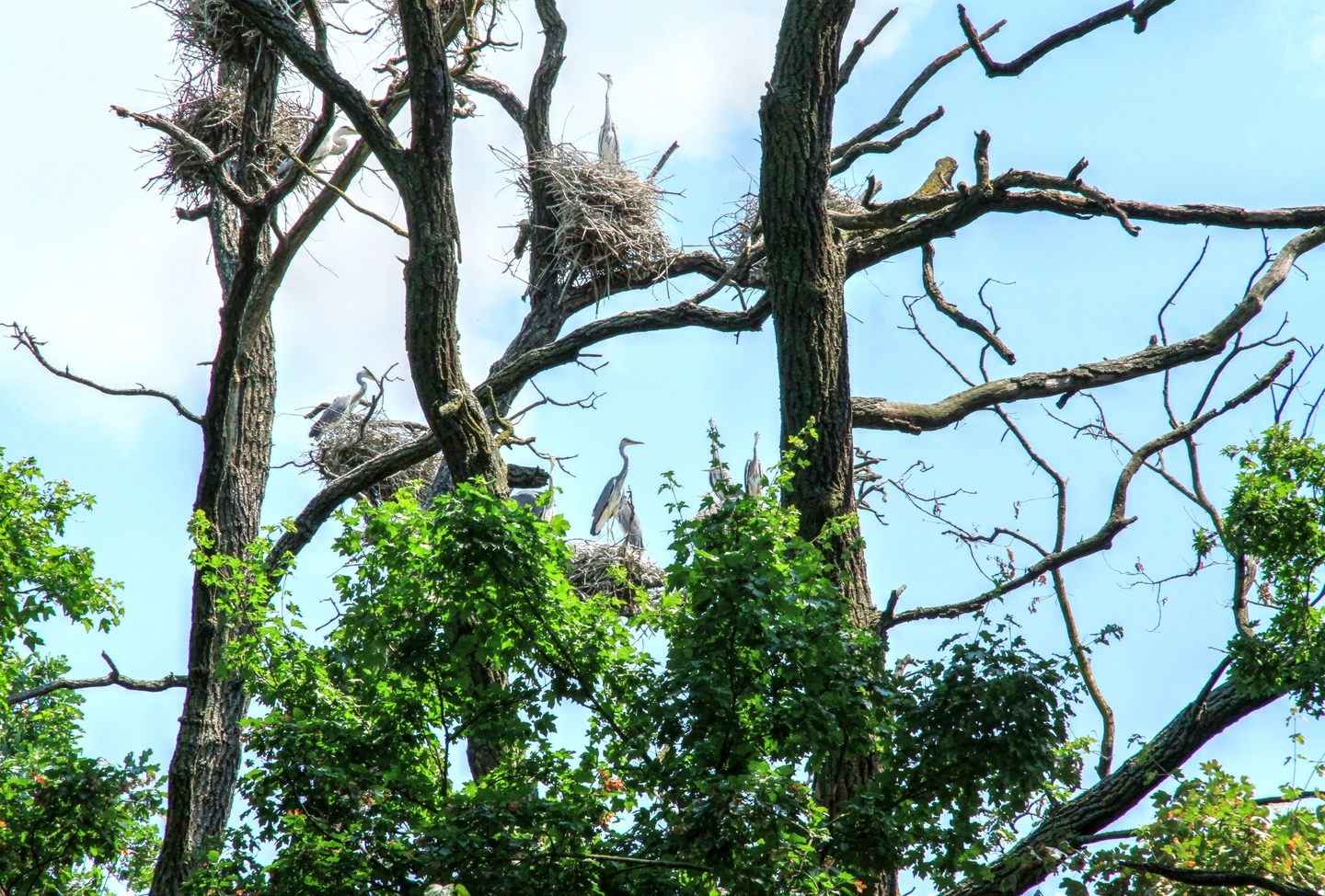
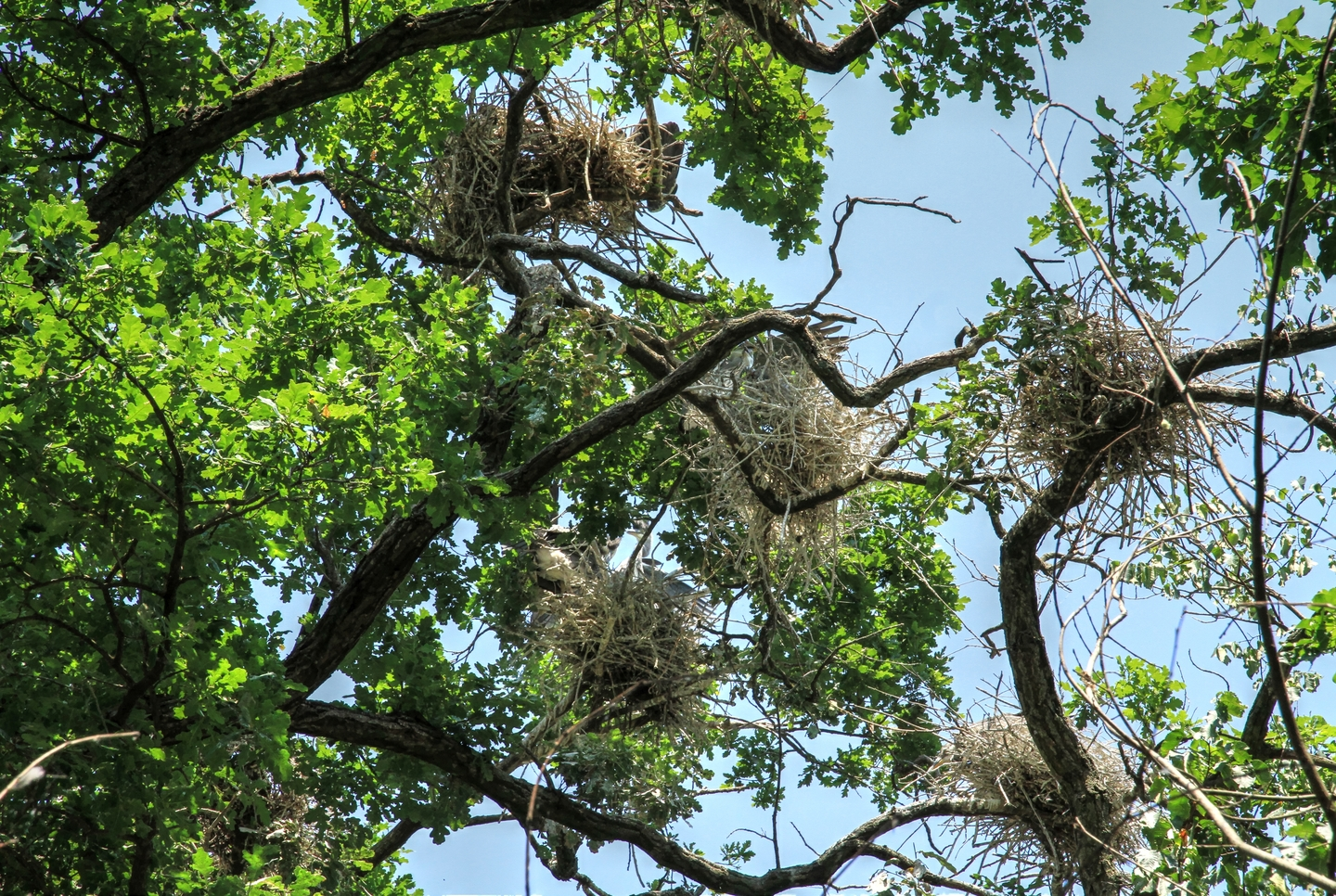
Colonie de bâtlani denumită și „Țara bâtlanilor”
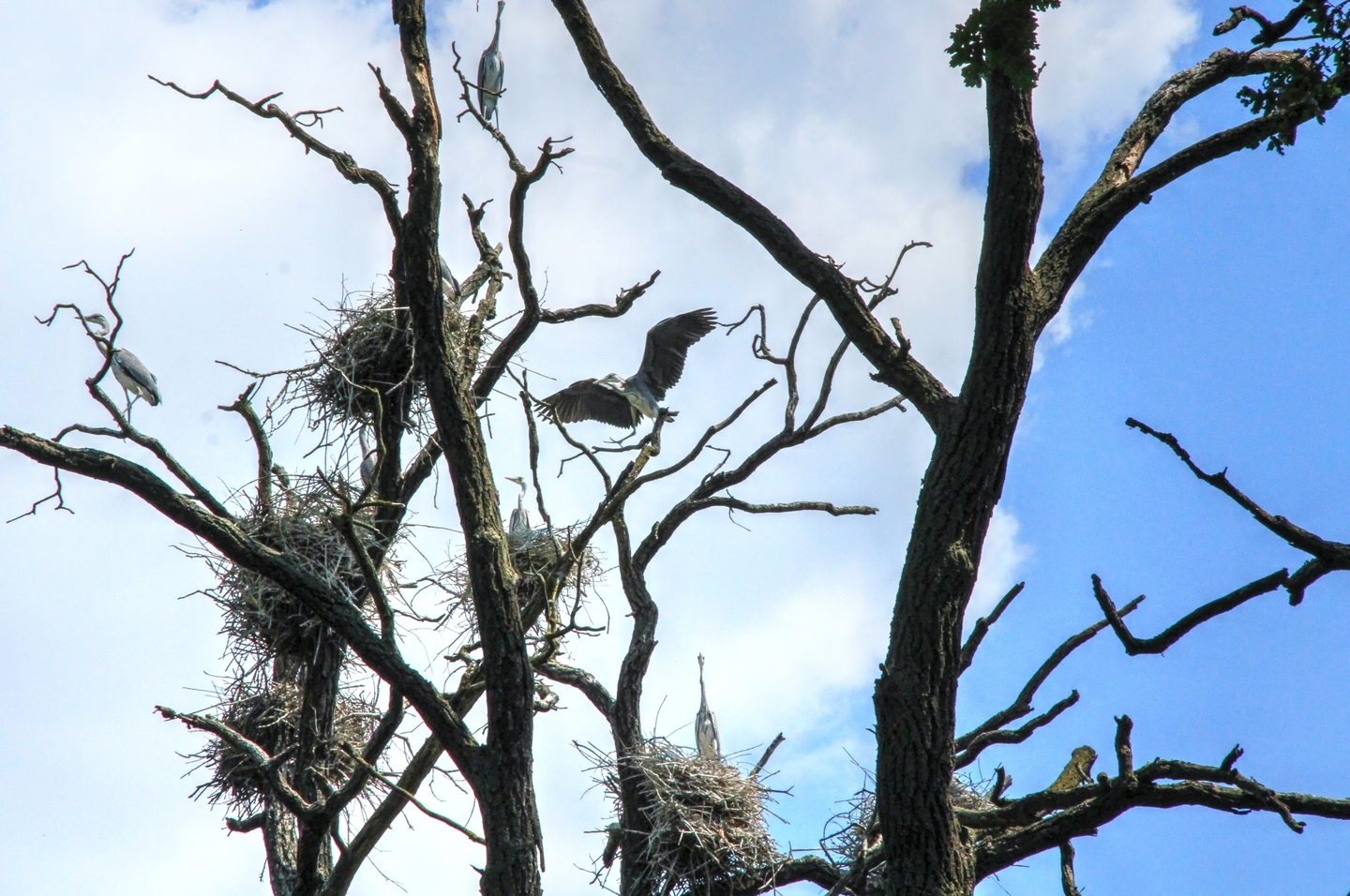
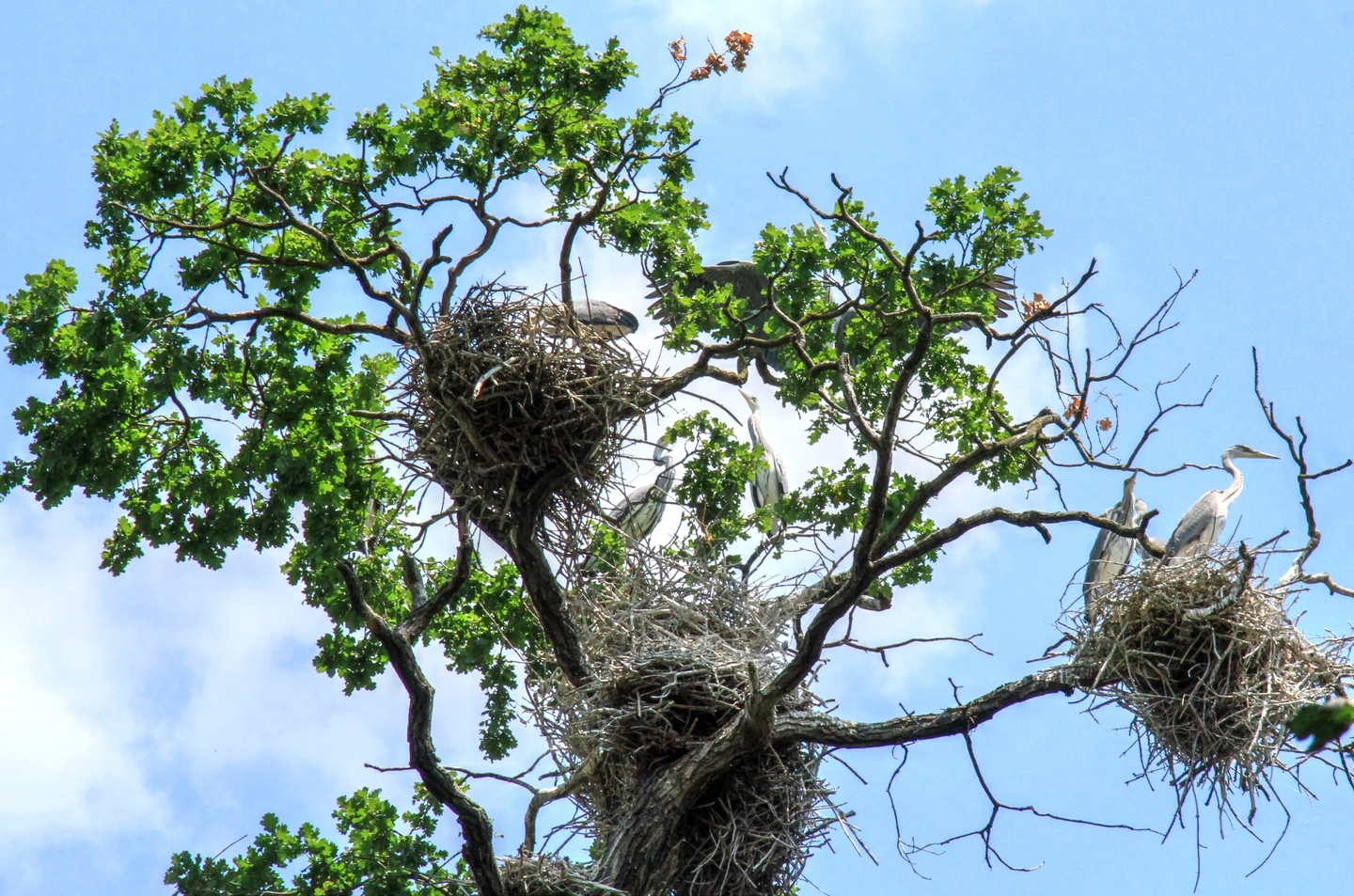

Rezervația științifica „Pădurea Domnească” reprezintă un tezaur național, care urmează să fie îmbogățit, valorificat și extins în tot arealul Prutului de Mijloc.
În anul 2005, în baza unui acord interstatal dintre conducerea Republicii Moldova și cea a Republicii Polone, s-a convenit de a reaclimatiza zimbrul în Republica Moldova. Drept urmare, în data de 19 august 2005 în rezervația naturală „Pădurea Domnească” au fost aduși 3 zimbri (un mascul și două femele) din 2 rezervații diferite din Polonia. Spre sfârșitul anului 2013, populația de zimbri din rezervația Pădurea Domnească a ajuns în număr de șase. În rezervație zimbrii sunt ținuți într-un țarc cu o suprafață de 32 de hectare, care poate găzdui până la 18 exemplare.
În 2010 era singurul loc unde nu a fost scoasă sârma ghimpată de pe Prut, de la frontiera moldo-română.

## Turism
Rezervația ,, Pădurea Domnească" ÎS împreună cu Consiliul raional Glodeni în anul 2008 au inițiat traseul turistic ,, Pe un picior de plai pe-o gură de rai" care este vizitat de turiști din difirite țări ale lumii.
Anual rezervația este vizitată de circa 6-7 mii de turiști în mare parte elevi ai liceelor din Republică și studenți ai Instituțiilor de Învățămînt superior, în special facultățile de geografie, biologie, silvicultură care în afară de asta își desfășoară practica de teren pe teritoriul rezervației.
Rezervația include obiecte de valoare unicală din zona Prutului de Mijloc care sunt introduse în diferite categorii al ariilor naturale protejate de Stat. Rezervația peisagistică ,, Suta de Movile"; Defileul,, Cheile Buteștiului"; Reciful coralier ,, Cobani"; Reciful ,, Stînca Mare; Colonia de Stîrci,, Țara Bîtlanilor"; Stejarii seculari.
Rezervația peisagistică ,, Suta de Movile" reprezintă un fenomen unic în spațiul dintre Nistru și Prut.  Reprezintă o porțiune a traseurilor rîului Prut cu o suprafață  de peste 1600 hectare, acoperite cu peste 3500 movile de diferite forme cu o înălțime de peste 30m, și cu o lungime de la zeci pînă la sute de metri. Teritoriul ditre movile este completat de zeci de lacuri pitorești, izvoare cu apă cristalină.  Și pînă azi origine movililor rămîne deocamdată o enigmă.
Defileul ,, Cheile Butești":  O poveste în piatra a veții pe pămînt, ce este situată lîngă satul Butești pe o suprafață de 110 ha, rîul Camenca sapă un difileu pitoresc prin șirul de toltre. Dintre ele se remarcă ,, Uriașul" cu lungimea de peste 2000 metri, lățimea de 125 metri  și înălțimea de 40 metri. Înconjurat din trei părți de Camenca și de afluentul său Camencuța. Stînca este străpunsă de grote și peștere care au servit drept adăpost pentru animale în perioada glaciară și pentru om în perioada preistorică. În peșterele de aici au fost descoperite fosile de urși de cavernă, tigri, lei, mamont, zimbrii.
Reciful ,, Stînca Mare" o fortăreață a naturii.  Este cel mai sudic recif reprezintativ din Brîul Coralier al Prutului de Mijloc. Este situat la sud de satul Cobani avînd o lungime de poeste 1000 metri, lățimea 100m și înălțimea relativ 40 m. rîulețul Camenca înbrăcișează reciful din trei părți. Această ,, fortăreață" naturală a fost populată de oameni în epoca de piatră.  În prezent aici și-au găsit refugiul plante de stepă primară, animale rare. A fost salvată de distrugere în 1988 prin intervenția ecologiștilor.
Colonia de stîrci,, Țara Bîtlanilor".  O înpărăție a păsărilor, este o colonie unică de păsări de baltă ce cuibăresc pe stejari. Se află pe teritoriul rezervației în apropiere de satul Balatina. Colonia reprezintă peste 1000 de exemplare formate din stîrcul cenușiu(Aedea cinerea), stîrcul de noapte(Nycticorax nycticorax), egreta mică(Egreta garzetta).
Stejarii seculari.  Cronicarii verzi ai istoriei noastre. Se află pe teritoriul rezervației în apropiere de satul Moara Domnească. Reprezintă cîteva parcele cu o suprafață totală de 123 ha cu stejari seculari, ce depășesc vîrsta de peste 250 de ani, unii din ei atingînd și recordul la înălțime de peste 35m. Această grupare de arbori seculari ne mărturesesc elocvent istoria naturii acestui meleag și faima de odinioară a pădurilor noastre.

## Galerie

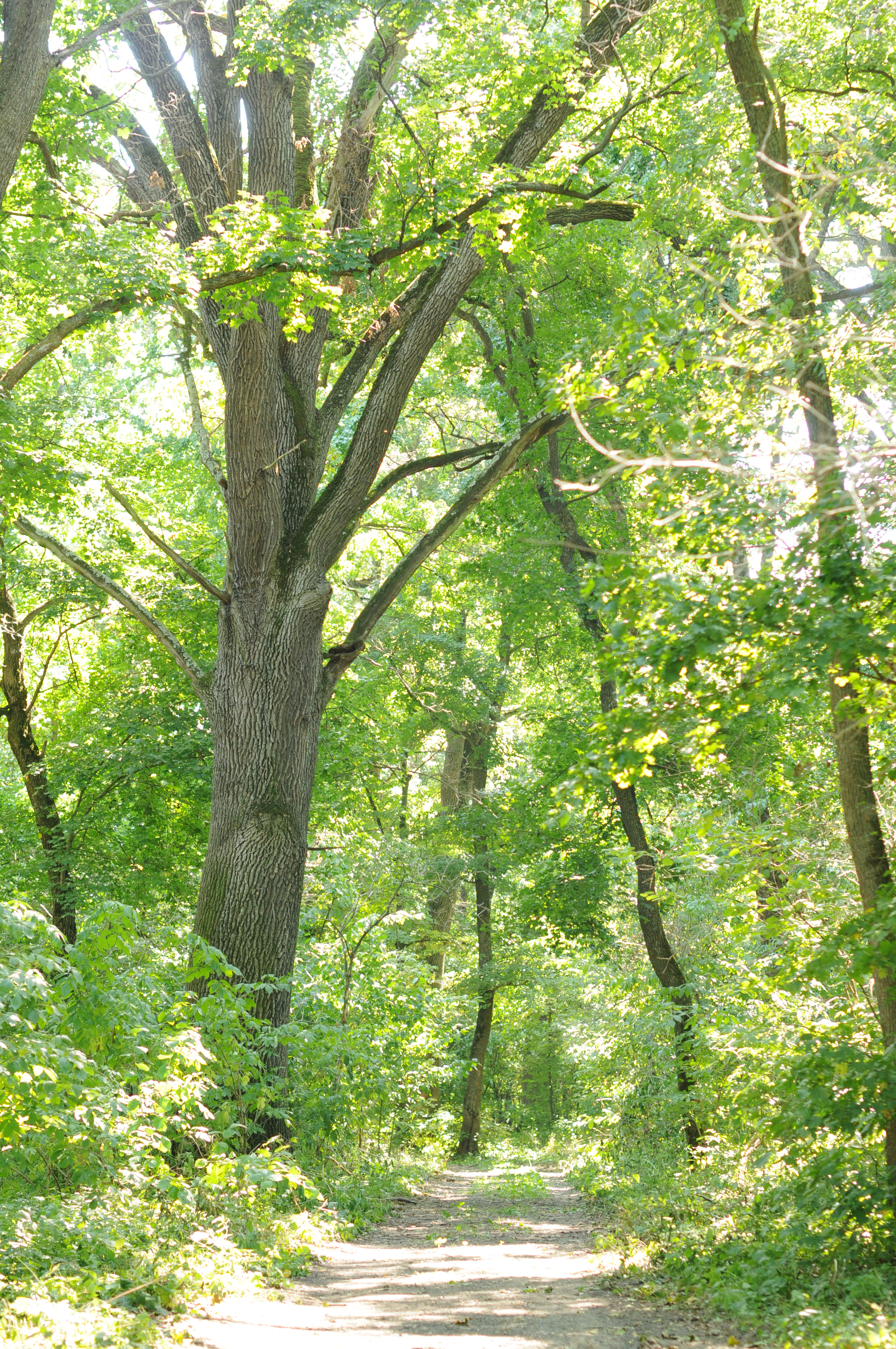
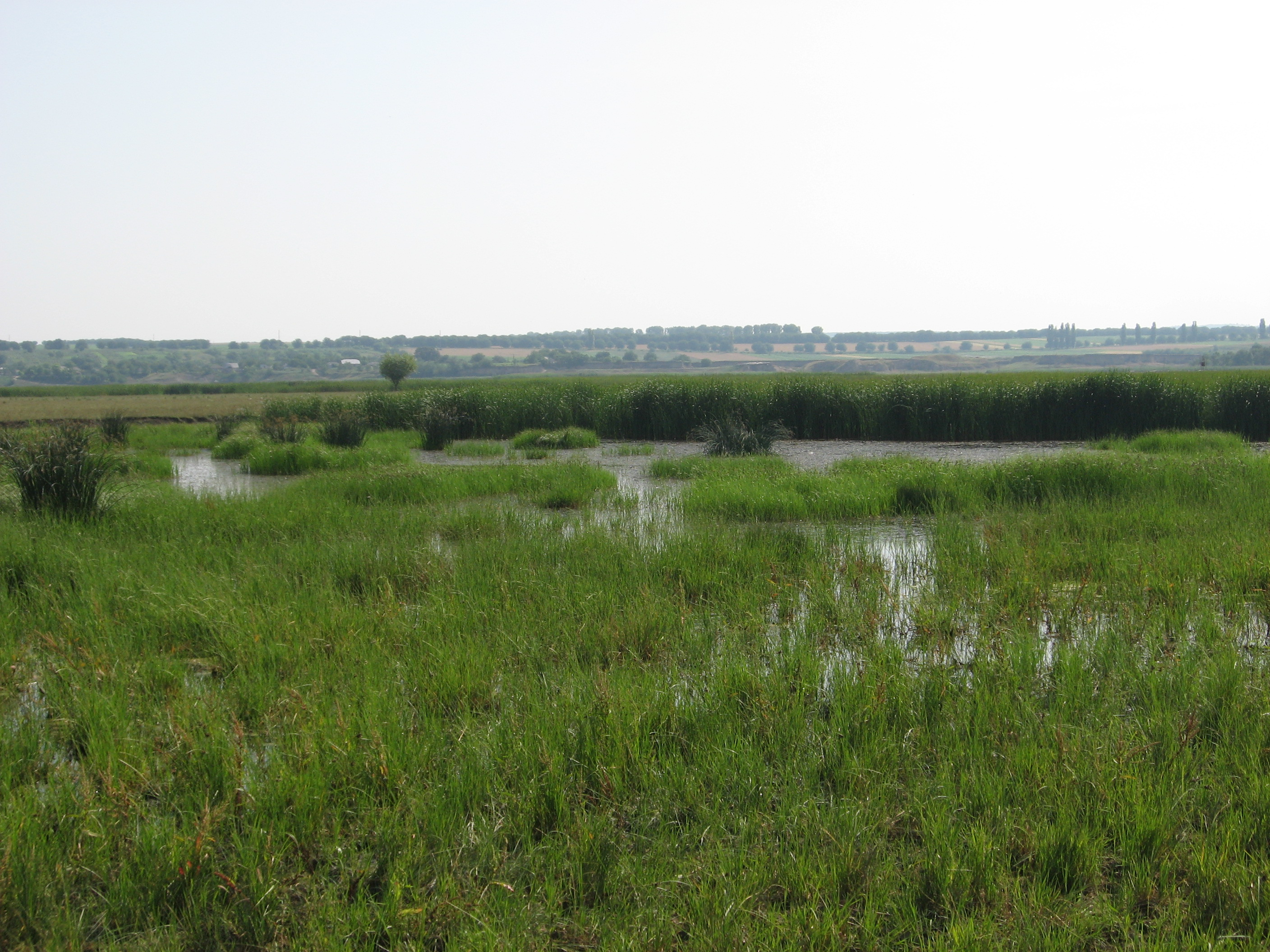
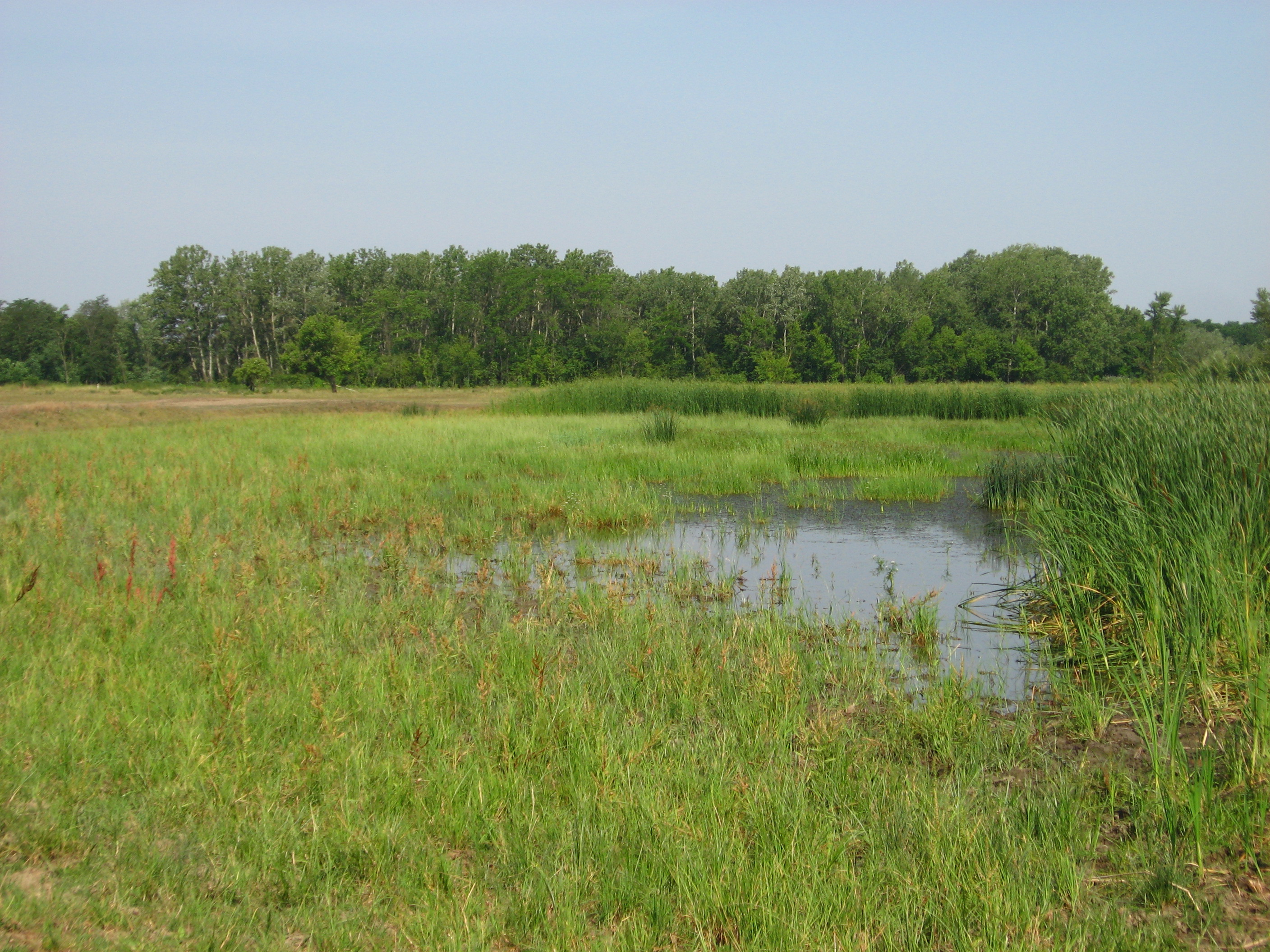
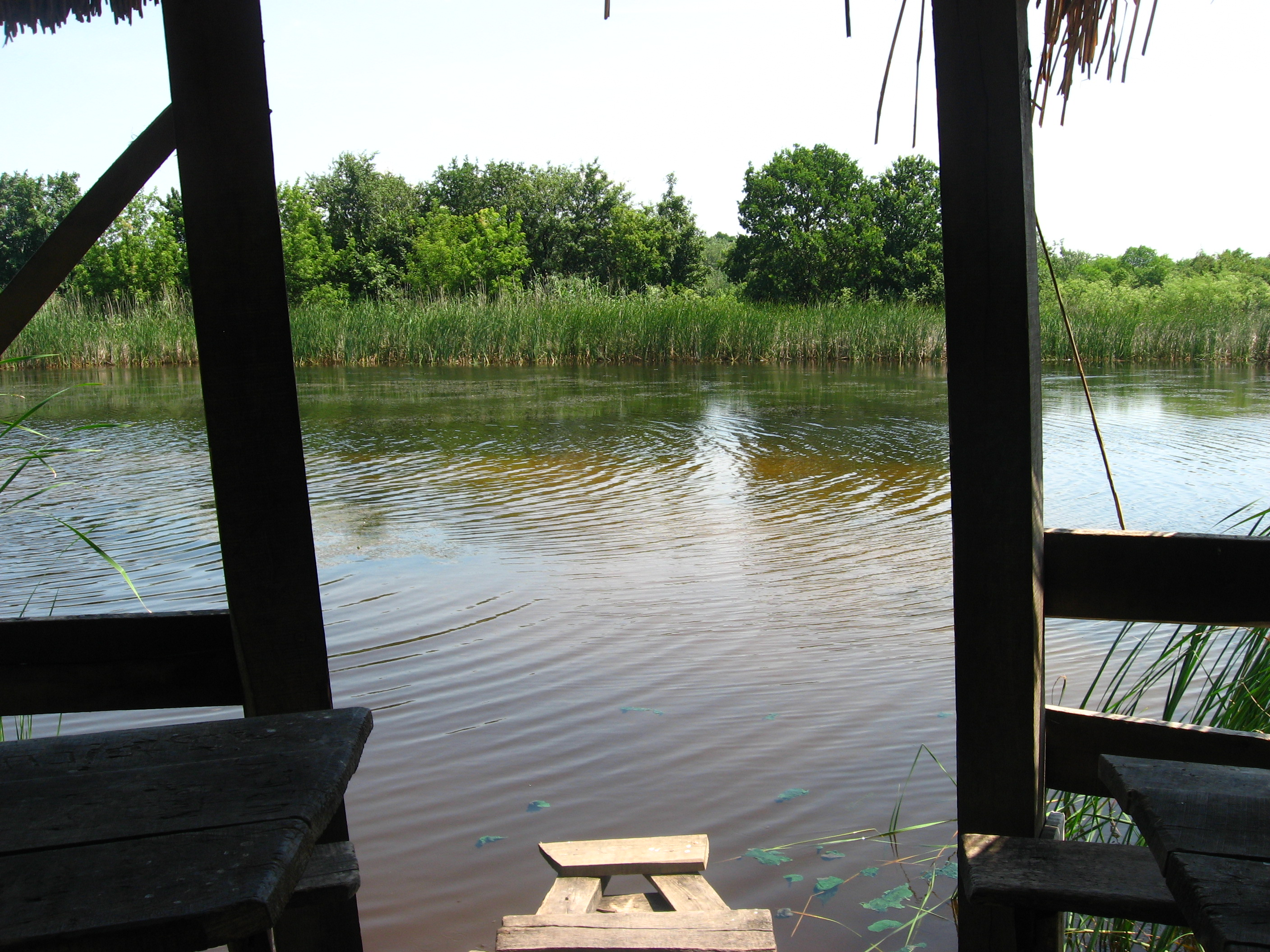
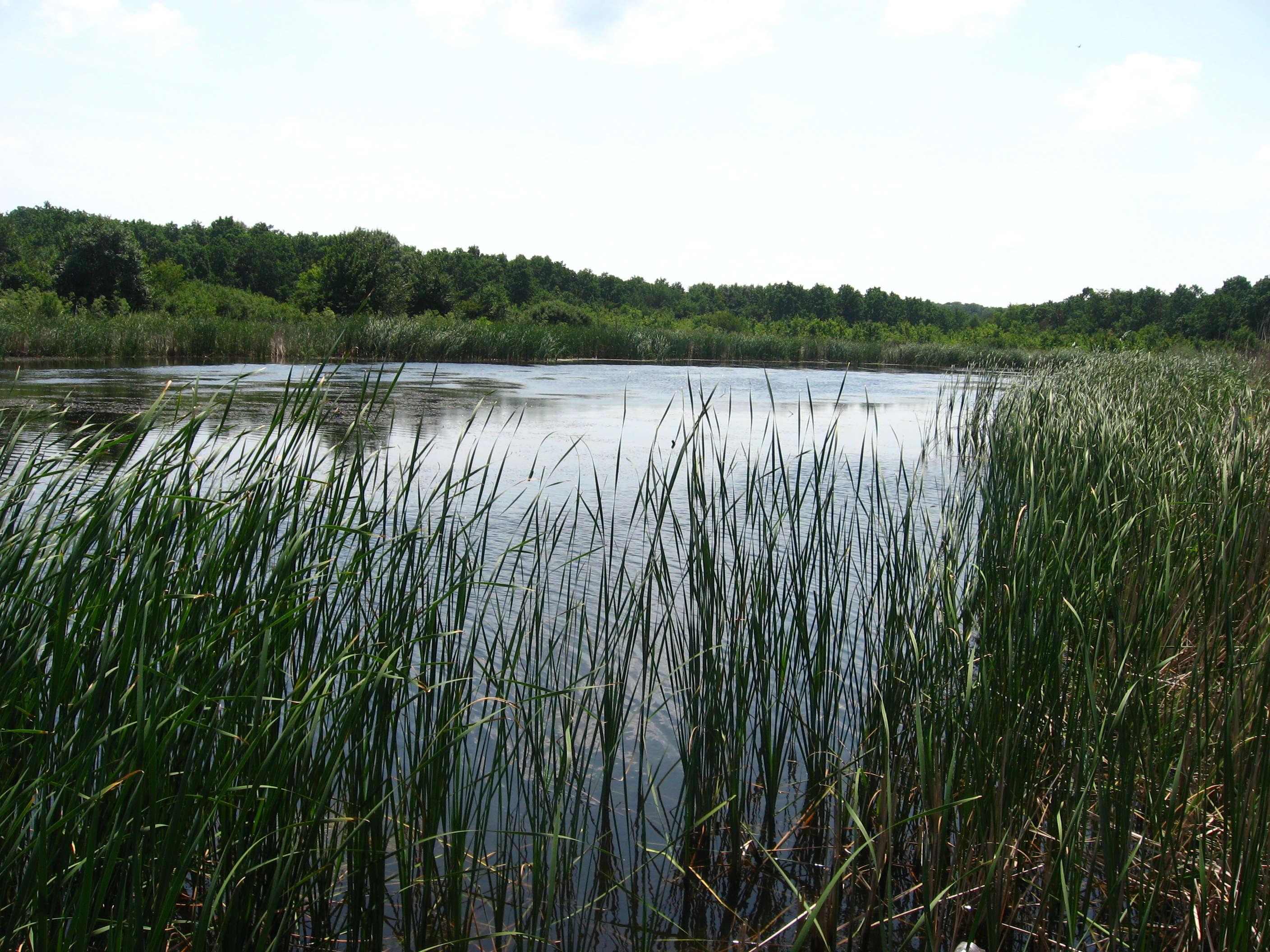
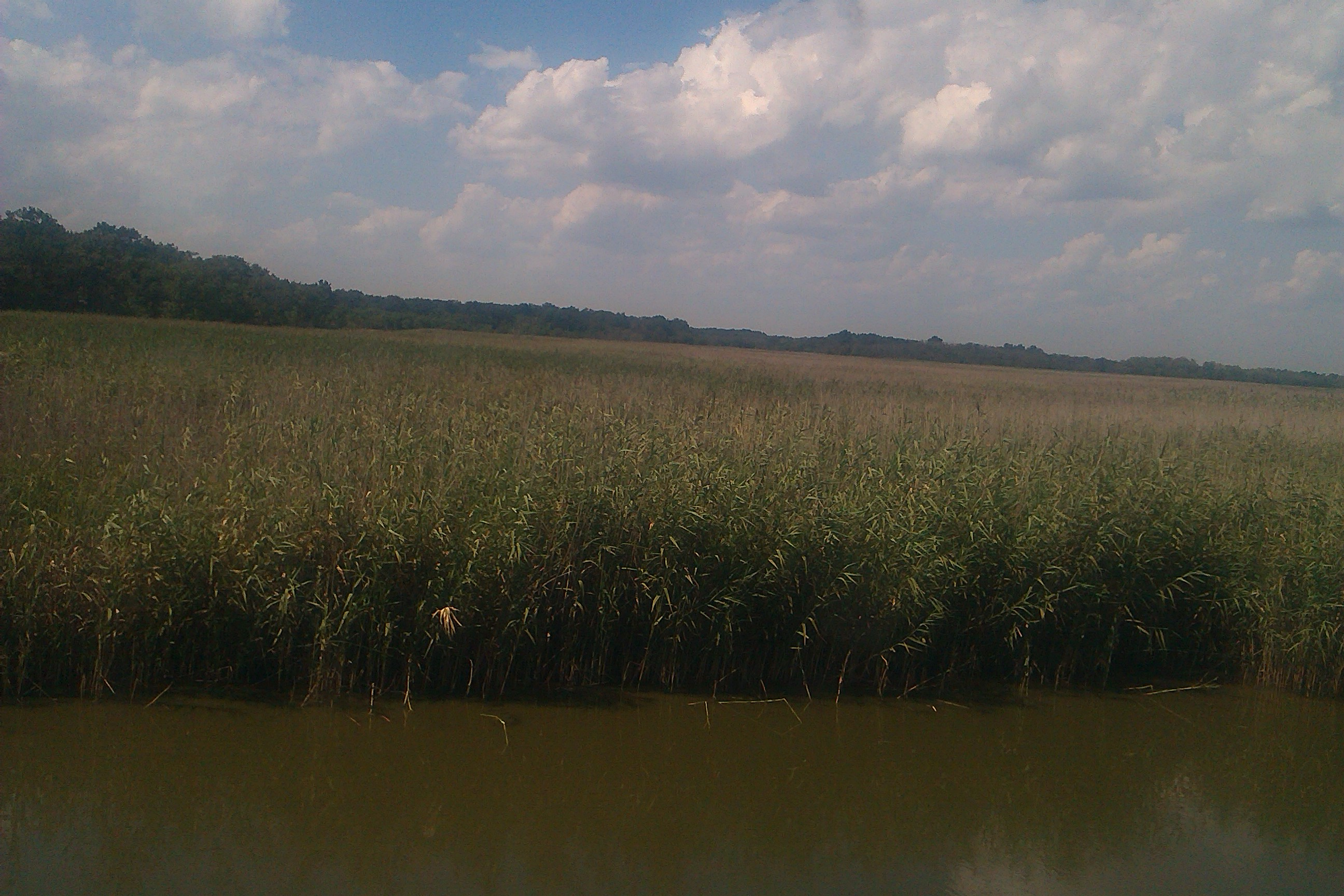
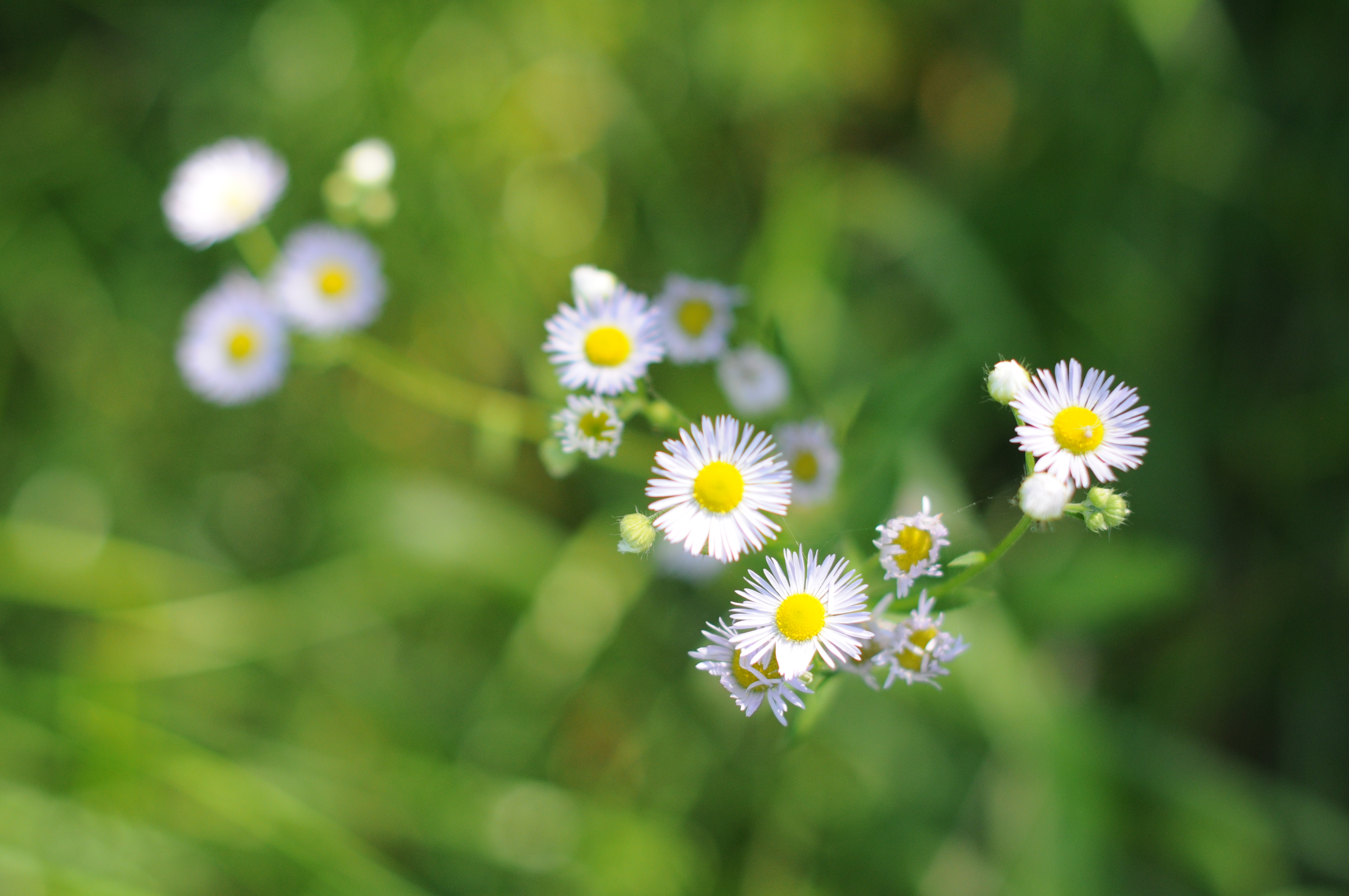
Floră
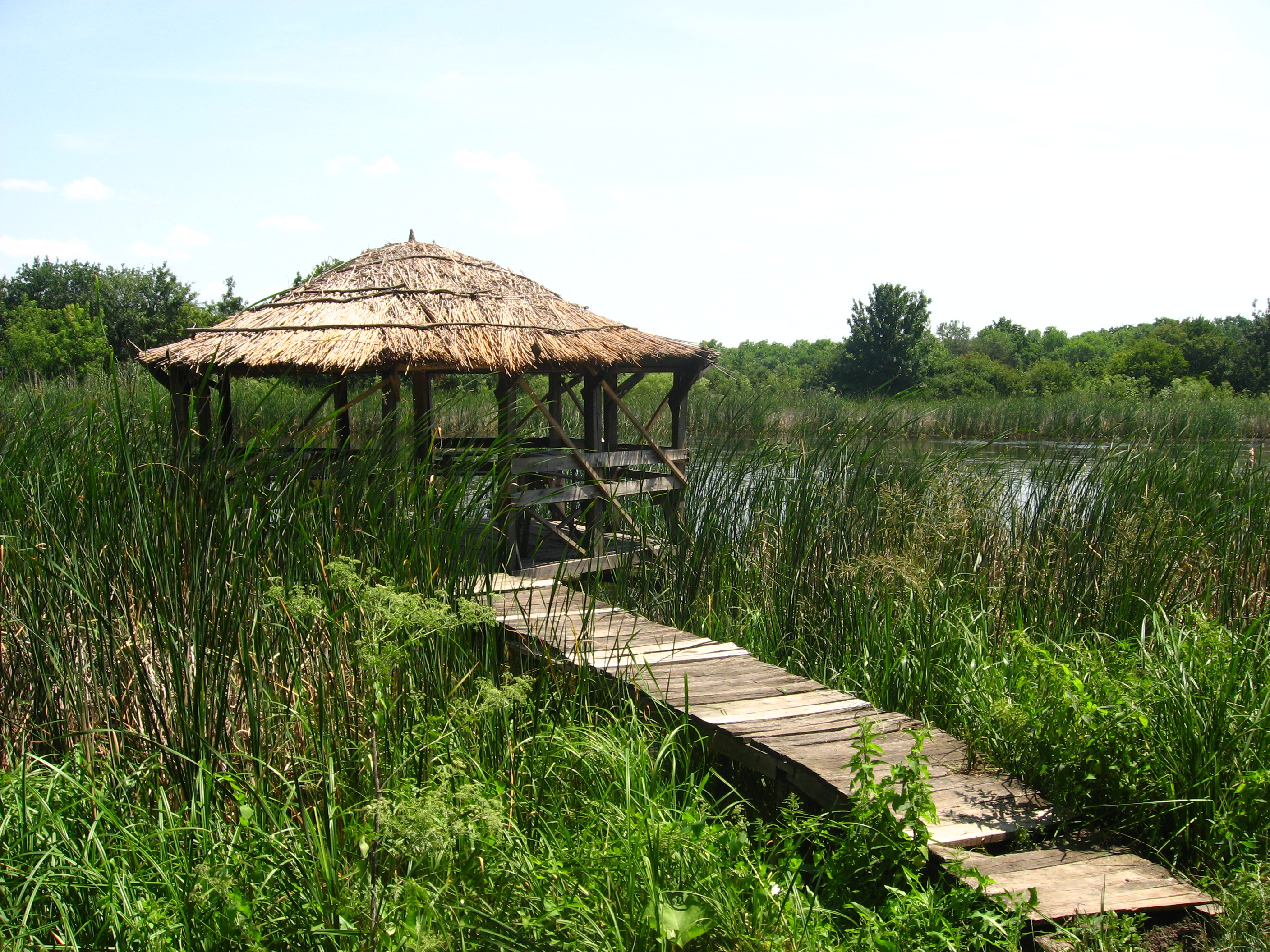
Căsuțe pescărești
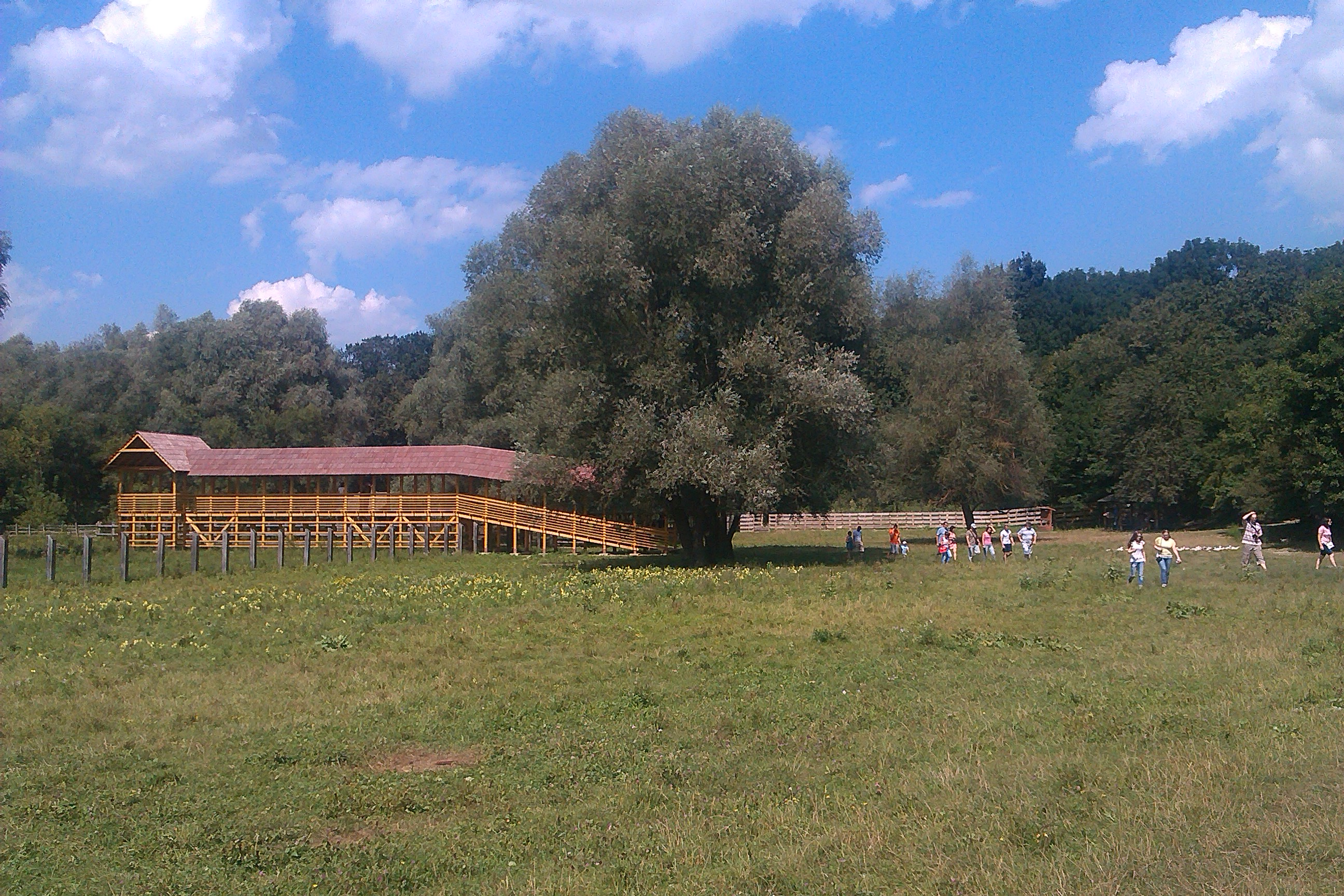
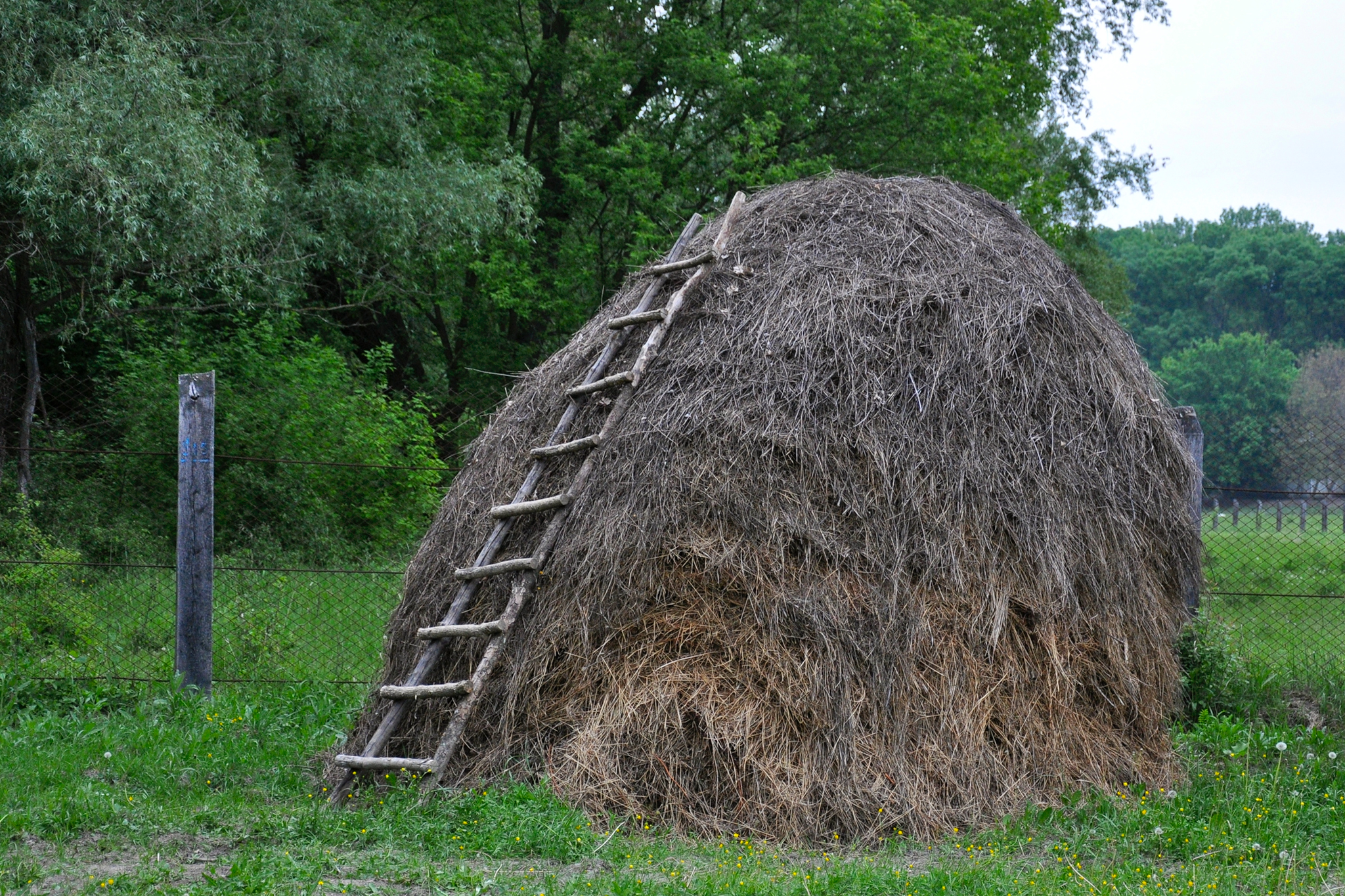
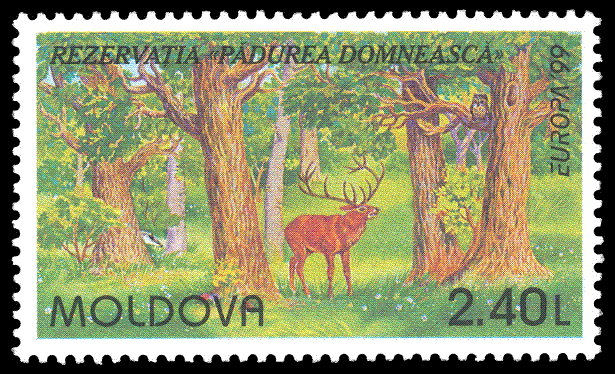
Timbru poștal